# Próspero Bisquertt
Próspero Bisquertt (* 8. Juni 1881 in Santiago de Chile; † 8. Februar 1959 ebenda) war ein chilenischer Komponist, Dirigent, Pianist und Lehrer.
Bisquertt leitete von 1940 bis 1945 das Instituto de Extensión Musical der Universität von Santiago.
Er komponierte eine Zarzuela, eine Oper „Sayeda“, 1929, die so erfolgreich war, dass er dafür eine Pension vom Präsidenten der Republik erhielt, um sein Wissen zu vervollkommnen und seine Schöpfungen zu fördern, sowie programmatische Klavier- und Orchestermusik (u. a. Poema Sinfónico, 1945). Zu seinen wichtigsten Arbeiten zählen „Primavera Helénica“ und „Taberna al amanecer“ und die Militärhymne „Libertador General Bernardo O'Higgins“ auf einen Text des Dichters Samuel Lillo Figueroa.
Er war im Jahre 1936 einer der Gründer des nationalen Komponistenverbandes. 1957 erhielt er den nationalen Kunstpreis.
| Personendaten    | Personendaten                                        |
| ---------------- | ---------------------------------------------------- |
| NAME             | Bisquertt, Próspero                                  |
| KURZBESCHREIBUNG | chilenischer Komponist, Dirigent, Pianist und Lehrer |
| GEBURTSDATUM     | 8. Juni 1881                                         |
| GEBURTSORT       | Santiago de Chile                                    |
| STERBEDATUM      | 8. Februar 1959                                      |
| STERBEORT        | Santiago de Chile                                    |